# Ahedo de Bureba
Ahedo, también conocido como Ahedo de Bureba  es una villa, antiguo municipio, situada en la provincia de Burgos, comunidad autónoma de Castilla y León (España), comarca de La Bureba, partido judicial de Briviesca, ayuntamiento de Galbarros.

## Demografía
| Gráfica de evolución demográfica de Ahedo de Bureba entre 1842 y 1860 |
| |
| Población de derecho según los censos de población del INE. Población de hecho según los censos de población del INE.En estos censos se denominaba Aedo: 1857 y 1860. Entre el censo de 1877 y el anterior, este municipio desaparece porque se integra en el municipio Galbarros. |

En el año 2014 contaba con una población de 3 habitantes, los tres varones.

## Situación administrativa
Administrativamente se trata de una Entidad Local Menor. 
Su alcaldesa pedánea es Teresa Escudero Escudero del Partido Popular.

## Historia
En el censo de Floridablanca de 1787 la villa entonces conocida simplemente  como Ahedo, formaba parte de la cuadrilla de Prádano, una de las siete en que se dividía la merindad de Bureba, en el partido de Bureba, uno de los catorce  que integraban la Intendencia de Burgos (1785 - 1833). Formaban la cuadrilla diez villas y un  despoblado.
Antiguo municipio de Castilla la Vieja en el Partido de Briviesca,  así descrito:
En el censo de 1842 denominado Aedo formado por 4 hogares y 16 vecinos.
Entre el censo de 1877 y el anterior, este municipio desaparece porque se integra en el municipio de 09143 Galbarros, Aedo contaba entonces con 405 vecinos que habitaban en 101 hogares.

### Descripción en el Diccionario Madoz
Así se describe a Ahedo de Bureba en el tomo I del Diccionario geográfico-estadístico-histórico de España y sus posesiones de Ultramar, obra impulsada por Pascual Madoz a mediados del siglo XIX:

AHEDO: villa con ayuntamiento en la provincia, audiencia territorial, capitanía general y diócesis de Burgos (6 leguas), partido judicial de Briviesca (2), administración de rentas de Poza. Situada en la cima de una pequeña colina a un lado de la sierra llamada Cachorra; la baten con libertad todos los vientos; goza de un cielo alegre, despejado, y de clima saludable. Componen la población 9 casas de mala construcción, desaseadas y de ninguna comodidad; las callejuelas que forma están generalmente llenas de inmundicias por falta total de policía urbana. La iglesia parroquial bajo la advocación de San Martín, cuya fiesta se celebra el 11 de noviembre, está servida por un cura párroco, el cual asiste al pueblo de San Pedro de la Hoz con quien confina. Tiene una fuente bastante abundante de aguas muy delicadas que sirven para el surtido de los habitantes, el sobrante va a desaguar a un pequeño arroyo que nace al pie de la población, el cual descendiendo por un vallecito poblado de robles, se dirige a San Pedro de la Hoz donde se une a otro arroyito que allí tiene su origen, y juntos desaguan en el denominado de Santa Cristina. Confina el término por N con el de Quintana-Urria, distante ¼ de legua, por E con el de San Pedro de la Hoz a 1/8, por S con el de Galbarros a 1.000 varas y por O con el de Rublacedo de Abajo a ½ legua. El terreno es poco fértil; tiene un monte poblado de encinas y mata baja, llamada el Carrascal, otro con el título de la Dehesa, y el robledal mencionado. Los caminos son carreteros de pueblo a pueblo. Producciones: trigo, cebada, centeno, yeros y patatas. Población: 4 vecinos, 32 almas. Capital productivo: 83.800 reales. Imponible: 8.479; Contribución: 232 reales 15 maravedíes.
Diccionario geográfico-estadístico-histórico de España y sus posesiones de Ultramar

## Patrimonio
Iglesia de San Martín Obispo, agregada a San Pedro de la Hoz, dependiente de la parroquia de Buezo en el arcipestrazgo de Oca-Tirón, archidiócesis de Burgos.